# Sepha Mazzola
Josepha Angelina Hubertina (Sepha) Mazzola (Middelburg, 2 september 1888 - Roosendaal, 22 juli 1932) was een Nederlands pianiste en zangeres.
Ze werd geboren in een winkeliersfamilie (kleding) van Dirk Mazzola en Angelina Petronella Hubertina Beekman.
Ze was enige tijd leerling van Marie Berdenis van Berlekom. Na haar studie trok Mazzola als mezzosopraan en/of pianiste Zeeland in. Ze gaf daarbij concerten en was gediplomeerd piano- en zanglerares. Voorts was ze leidster van een vrouwenkoor in Zeeland. In 1913 stond ze (niet voor het eerst) op het concertpodium met (haar leraar) Gerard Zalsman, dit maal in Vlissingen. Daar waar hij uitgroeide tot nationaal bekend zanger, bleef Mazzola’s bekendheid beperkt tot Zeeland. Ook gaf zij concerten (boerenliederen maar ook serieus werk van Julius Röntgen) met violiste Betsy Dhont, die later landelijke bekendheid kreeg. In 1915 trouwde ze met de toen militair, later leraar wiskunde G.A.M. Schönck. Mazzolo verhuisde met hem naar Breda en was daar enige tijd bestuurslid van “Toonkunst” en was daar medeorganisator van een kinderoperette. Als echt podiumartieste verdween ze uit zicht, totdat in 1930 een bericht opdook dat ze weer in Middelburg had gezongen. Ze zong daarbij werken van Claude Debussy en Johannes Brahms. Een doorstart van haar muzikale loopbaan zat er echter niet in. In 1932 overleed ze op slag bij een verkeersongeluk nabij Roosendaal.